# Карлссон, Арвид
Арвид Карлссон (швед. Arvid Carlsson; 25 января 1923, Уппсала, Швеция — 29 июня 2018, Гётеборт) — шведский фармаколог. Лауреат Нобелевской премии по физиологии и медицине за исследование свойств нейромедиатора дофамина и его воздействия на пациентов с болезнью Паркинсона.

## Биография
Родился в Уппсале, в семье историка Готфрида Карлссона. Брат историка Стена Карлссона. 
Окончил медицинский факультет Лундского университета. В 1944 году, во время учёбы, участвовал в профессиональном медицинском осмотре группы заключённых нацистских концентрационных лагерей, освобожденных благодаря инициативе Фольке Бернадота, члена шведской королевской семьи.
Служил в рядах шведских вооруженных сил. В 1951 получил степень лиценциата медицины, а спустя какое-то время и доктора. Некоторое время преподавал в Лундском университете. В 1959 перешёл на работу в Гётеборгский университет.
В 1957 году доказал, что дофамин является не только предшественником норадреналина, но и исполняет в мозге роль нейромедиатора. Работая по заказу компании Astra AB, Карлссон с коллегами смог синтезировать из бромфенирамина первый селективный ингибитор обратного захвата серотонина — зимелидин. Карлссон также разработал метод измерения количества дофамина в тканях мозга. Он продемонстрировал связь между уровнем дофамина в базальных ганглиях и контролем над двигательными функциями, вводя подопытным животным резерпин, подавляющий действие дофамина и приводящий к снижению его количества в мозговом веществе. Подобный процесс был отмечен и при болезни Паркинсона. С помощью Леводопы Карлссону удалось частично остановить процесс и снять у пациентов с болезнью Паркинсона некоторые симптомы.
Являлся противником фторирования воды.

## Награды
- Премия Андерса Яре по медицине[норв.] (1974)
- Премия Вольфа по медицине (1979)
- Björkénska priset[швед.] (1981)
- Международная премия Гайрднера (1982)
- Премия Японии (1994)
- Золотая медаль Крепелина[нем.] (1997)
- Премия Фельтринелли (1999).
- Нобелевская премия по физиологии и медицине (2000).